# MASC (grupo)
MASC (em coreano:  마스크; abreviação de Masculine) é um boy group sul-coreano de quatro membros formado pela JJ Holic Media em 2016. Eles debutaram em 19 de agosto de 2016 com o single "Strange" mesmo nome dado ao seu primeiro mini albúm.

## Integrantes
- Woosoo (Hangul: 우수), nascido Woo Young-soo (Hangul: 우영수), em 5 de setembro de 1989 (35 anos), é o líder e vocalista principal do grupo.
- Ireah (Hangul: 이레), nascido Lee Jonghee (Hangul: 이종희), em 25 de março de 1994 (30 anos).
- Heejae (Hangul: 희재), nascido Yoo Hee-jae (Hangul: 유희재), em 22 de fevereiro de 1995 (30 anos) é um dos vocalistas do grupo.
- Moonbong (Hangul: 문봉), nascido Song Monboong (Hangul: 송문봉), em 8 de julho de 1998 (22 anos) é um dos vocalistas e o maknae do grupo.

## Discografia

### Extended plays
| Título                                                                                   | Detalhes do álbum | Posição máxima do gráfico | Vendas    |
| Título                                                                                   | Detalhes do álbum | KOR                       | Vendas    |
| ---------------------------------------------------------------------------------------- | --- | ------------------------- | --------- |
| Strange (낯설어)                                                                         | - Lançamento: August 19, 2016 - Empresa: JJ Holic, Loen Entertainment - Formato: CD, digital download Track listing 1. Strange (낯설어) 2. I Can't Breathe (숨도 못 쉬겠다) 3. Meaningless (의미 없어) 4. Why Always Me? (왜 또 나야?) 5. Strange (낯설어) instrumental. 6. I Can't Breathe (숨도 못 쉬겠다) instrumental. | 25                        | KOR: 822+ |
| Do it (다해)                                                                             | - Lançamento: Outubro 11, 2017 - Empresa: JJ Holic - Formato: CD, digital download Track listing 1. Do it (다해) 2. Run to you (정주행) 3. Do it (다해) instrumental 4. Run to you (정주행) instrumental |                           |           |
| "—" indica lançamentos que não figuraram nas paradas ou não foram lançados nessa região. | |                           |           |

### Singles
| Título                                                                                    | Ano  | Posições de pico de gráfico | Álbum            |
| Título                                                                                    | Ano  | KOR                         | Álbum            |
| ----------------------------------------------------------------------------------------- | ---- | --------------------------- | ---------------- |
| "Strange" (낯설어)                                                                        | 2016 | —                           | Strange          |
| "Tina" (티나)                                                                             | 2017 | —                           | Non-album single |
| Do It                                                                                     | 2017 | —                           | Do It            |
| "—" indica lançamentos que não figuraram nas paradas ou não foram lançados nessa região.o |      |                             |                  |